# Switch (2007)
Switch är en norsk film från 2007. Filmen är regisserad av Ole Martin Hafsmo utifrån ett manus av Peder Fuglerud. Filmens huvudperson Mikkel är en 17-årig skateboardåkare som flyttar från Oslo till Voss, där det är snowboard som gäller bland ungdomarna. Filmen handlar om Mikkels kamp för att passa in och om konflikter och kärleksrelationer.